# Джон Девісон Рокфеллер
Джон Де́вісон Рокфе́ллер (англ. John Davison Rockefeller; 8 липня 1839, Річфорд, штат Нью-Йорк — 23 травня 1937, Ормонд Біч, Флорида) — американський підприємець та благодійник. Неофіційно вважається найбагатшою людиною новітньої епохи, перший в світі доларовий мільярдер, також один з найбагатших людей усіх часів. Якщо перевести статок нафтопромисловця на 2010 рік, він би склав 336 мільярдів доларів.

## Біографія

### Ранні роки
Рокфеллер був другою дитиною з шести дітей у сім'ї протестантів Вільяма Евері Рокфеллера (13 жовтня 1810 — 11 травня 1906) і Елізи Девісон (12 вересня 1813 — 28 березня 1889). Народився він у місті Річфорд, штат Нью-Йорк. Його батько був спочатку лісорубом, а потім мандрівним торговцем, який називав себе «ботанічним доктором», який продавав різні еліксири і рідко бував удома. За спогадами сусідів, батька Джона вважали дивним чоловіком, який завжди намагався ухилитися від важкої фізичної праці, хоча й мав гарне почуття гумору. По натурі Вільям був ризикованою людиною, що допомогло йому наростити той невеликий капітал, який дозволив йому придбати земельну ділянку за $3100. Однак схильність до ризику межувала з передбачливістю, тому частина капіталу була вкладена в різні підприємства. Еліза, мати Джона, тримала на собі господарство, була дуже побожною баптисткою, і часто бідувала, оскільки чоловік постійно був відсутній на тривалі періоди часу і їй постійно доводилося економити на всьому. Вона намагалася не звертати увагу на повідомлення про дивацтва і подружні зради чоловіка.
Джон Рокфеллер згадував, що батько з ранніх років розповідав йому про підприємства, в яких брав участь, пояснював принципи ведення справ, він писав про батька: «Він часто торгувався зі мною і купував у мене різні послуги. Він навчив мене, як потрібно купувати і продавати. Мій батько просто „натаскував“ мене на збагачення!»
Коли Джону виповнилося сім років, він почав вигодовувати на продаж індичок, підробляв, копаючи для сусідів картоплю. Всі результати комерційної діяльності він фіксував у своїй маленькій книжечці. Всі зароблені гроші він вкладав у порцелянову скарбничку, і вже в 13 років позичив знайомому фермеру $50 з розрахунку 7,5 % річних. Батьківське виховання продовжувала мати, у якої він навчився працьовитості і дисциплінованості. Пізніше він казав, що «Із самого початку мене навчили працювати, заощаджувати і віддавати.» Через те, що сім'я була велика, а підприємництво Вільяма Рокфеллера не завжди закінчувалися вдало, їй часто доводилося економити.
У 13 років Джон пішов у школу в місті Річфорд. У автобіографії він писав, що вчитися йому було важко і для виконання уроків доводилося старанно займатися. Рокфеллер успішно закінчив школу і вступив у коледж Клівленда, де викладали бухгалтерію і основи комерції, але незабаром прийшов до висновку, що тримісячні бухгалтерські курси і жага діяльності принесуть набагато більше, ніж роки навчання в коледжі, тому залишає його.

### Кар'єра

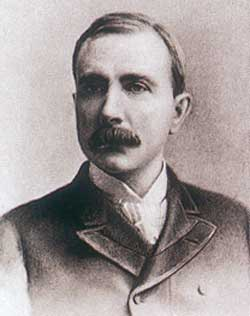
Джон Рокфеллер 1875 рік

У 1853 році сім'я Рокфеллерів перебралася в Клівленд. Оскільки Джон Рокфеллер був одним із старших дітей у сім'ї, то вже у віці 16 років він вирушив шукати роботу. До того часу він вже досить непогано знав математику, і закінчив тримісячні курси з бухгалтерії в Клівленді. Після шести тижнів пошуків він був узятий помічником бухгалтера в невелику компанію Hewitt & Tuttle, що займалася нерухомістю і морськими перевезеннями, незабаром він дослужився до посади бухгалтера. Він швидко зміг зарекомендувати себе як грамотний професіонал, і щойно керуючий компанії Hewitt & Tuttle покинув свій пост, на його місце відразу ж призначили Рокфеллера. При цьому платня становила $600 доларів, у той час як його попередник отримував $2000, і це була його єдина в біографії робота за наймом.
Якраз у цей час англійський підприємець Джон Моріс Кларк шукав компаньйона з капіталом в $2000 для створення спільної справи. На той момент у Рокфеллера було накопичено $800, а іншу суму він займає у батька під 10 % річних, і 27 квітня 1857 року стає молодшим партнером компанії «Кларк і Рочестер», компанія торгувала сіном, зерном, м'ясом та іншими товарами. У ці роки південні штати оголосили про вихід з Союзу і почалася громадянська війна, у федеральної влади з'явилася потреба в постачанні великої армії, і для виконання великомасштабних замовлень з продовольчого постачання стартового капіталу в $4000 не вистачало, компанії потрібен був кредит. Незважаючи на те, що фірма була молода, Рокфеллерові вдалося своєю щирістю справити позитивне враження на директора банку, і той погодився надати кредит. У 1864 році Рокфеллер одружився з вчителькою Лорою Селестиною Спелман, з якою познайомився ще коли був студентом.
Наприкінці 1850-х — на початку 1860-х років набули поширення гасові лампи і підвищився попит на сировину для гасу — нафту. В цей час Рокфеллер знайомиться з хіміком Самуелем Ендрюсом, який займався питаннями переробки нафти і був переконаний у перспективності гасу як засобу для освітлення. Рокфеллера зацікавило повідомлення про родовище нафти, виявлене Едвіном Дрейком у 1859 році. Спільні інтереси згуртували Ендрюса і Рокфеллера, і вони на паритетних засадах з компанією Кларка заснували нову нафтову компанію «Ендрюс і Кларк». Партнери заклали в Клівленді нафтопереробний завод «Флетс». Транспортували нафту і готову продукцію залізницею.
Компанія Standard Oil була створена в 1870 році. Рокфеллер зайнявся пошуками нафти. На початку своєї діяльності майбутній мільярдер помітив, що весь нафтовий бізнес являє собою якусь сумбурну машину. Він розумів, що, лише навівши порядок у роботі, можна буде думати про якийсь комерційний успіх. Цим він і зайнявся з партнером. Для початку був створений статут фірми. Для того щоб мотивувати співробітників, Рокфеллер на перших порах вирішив відмовитися від заробітної плати, а замість цього, винагороджувати їх акціями компанії. Він вважав, що завдяки цьому вони будуть активніше працювати, адже будуть вважати себе частиною компанії. Так і їх кінцевий дохід буде залежати від успішності бізнесу.
Бізнес став приносити доходи, а Рокфеллер став поступово скуповувати інші нафтові фірми по одній, невеликі підприємства, які не коштували надто дорого. Така стратегія не подобалася багатьом американцям. Рокфеллер домовлявся із залізничними компаніями про регулювання транспортних цін, таким чином Standard Oil отримала нижчі ціни, ніж у конкурентів: за перевезення бочки нафти вона платила 10 центів, тоді як конкуренти — 35 центів, причому з різниці в 25 центів з кожної бочки компанія Рокфеллера також отримувала дохід. Конкуренти не могли йому протистояти, Рокфеллер поставив їх перед вибором: об'єднання з ним, або розорення. Більшість з компаній-конкурентів надала перевагу входженню до складу Standard Oil в обмін на частку акцій.

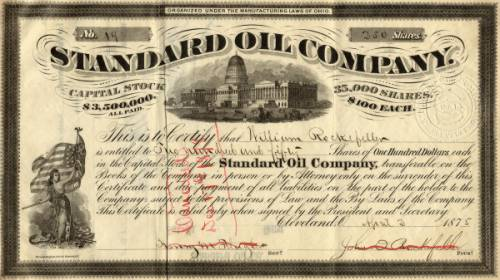
Купон Standard Oil (1887 рік).

Вже до 1880 року, завдяки численним дрібним і середнім злиттям в руках Рокфеллера було зосереджено 95 % нафтовидобутку Америки. Ставши монополістом, Standard Oil підняла ціни і стала найбільшою компанією в світі того часу. Через 10 років закон Шермана проти монополій зажадав розділити Standard Oil. Після цього Рокфеллер роздробив бізнес на 34 дрібних компанії і у всіх з них зберіг контрольний пакет, при цьому збільшивши капітали. Практично всі великі американські нафтові компанії були саме від Standard Oil, в тому числі ExxonMobil, Chevron.
Standard Oil приносила Рокфеллерові $3 млн щороку, він володів шістнадцятьма залізничними і шістьма сталеливарними компаніями, дев'ятьма фірмами, що торгували нерухомістю, шістьма пароплавствами, дев'ятьма банками і трьома апельсиновими гаями.

### Ім'я Рокфеллера
Ім'я Рокфеллера стало символом багатства. Рокфеллер жив із великим комфортом, але не виставляв своїх багатств напоказ, як інші мільйонери з нью-йоркської 5-ї авеню. У нього була вілла та земельна ділянка в 700 акрів (283 га) на околиці Клівленда, а також будинки в штатах Нью-Йорк, Флорида та особистий майданчик для гри в гольф у Нью-Джерсі. Але найбільше він любив віллу «Покантіко хіллз» неподалік від Нью-Йорка.

### Смерть
У 1935 році, коли Рокфеллерові виповнилося 96 років, страхова компанія надіслала йому чек на $5 млн, це був перший випадок за всю історію фірми — за статистикою до такого віку доживає тільки одна людина зі ста тисяч. Рокфеллер хотів дожити до ста років, але 23 травня 1937 року у віці 97 років він помер від серцевого нападу.

## Слід в історії
1870 року Рокфелер заснував в Огайо компанію Standard Oil, яка на вершині свого розвитку контролювала 90 % американського нафтового ринку та ціноутворення на ньому. 1911 року Верховний Суд США вирішив, що «Standard Oil» є монополією та постановив подрібнити її на 39 компаній. Рокфеллер вважався найбагатшою людиною свого часу. За своє життя витратив близько 500 мільйонів доларів на освітні, медичні та культурні проекти. Джон Девісон Рокфеллер був нафтовим магнатом — на початку XX століття контролював 56 % акціонерного капіталу країни і зосередив у своїх руках керівні посади в 112 найбільших промислових, транспортних, страхових та фінансових компаніях країни. Від них залежав добробут мільйонів людей. Був одним із засновників Федеральної резервної системи США.